# Abraão de Rostóvia
Abraão de Rostóvia (Aliche, século X - Rostóvia, 1073) foi arquimandrita em Rostóvia no século XI e santo canonizado pela Igreja Ortodoxa Russa, festejado em 29 de outubro.